# Grande Prêmio da Grã-Bretanha de 1952
Resultados do Grande Prêmio da Grã-Bretanha de Fórmula 1 realizado em Silverstone a 19 de julho de 1952. Quinta etapa do campeonato, foi vencido pelo italiano Alberto Ascari, que subiu ao pódio junto a Piero Taruffi numa dobradinha da Ferrari, com Mike Hawthorn em terceiro pela Cooper-Bristol.

## Classificação da prova

### Treino classificatório
| Pos. | Nº | Piloto              | Equipe                | Tempo  | Diferença |
| ---- | -- | ------------------- | --------------------- | ------ | --------- |
| 1    | 16 | Giuseppe Farina     | Ferrari               | 1:50.0 | –         |
| 2    | 15 | Alberto Ascari      | Ferrari               | 1:50.0 | + 0.0     |
| 3    | 17 | Piero Taruffi       | Ferrari               | 1:53.0 | + 3.0     |
| 4    | 24 | Robert Manzon       | Gordini               | 1:55.0 | + 5.0     |
| 5    | 4  | Ken Downing         | Connaught-Lea Francis | 1:56.0 | + 6.0     |
| 6    | 8  | Reg Parnell         | Cooper-Bristol        | 1:56.0 | + 6.0     |
| 7    | 9  | Mike Hawthorn       | Cooper-Bristol        | 1:56.0 | + 6.0     |
| 8    | 6  | Dennis Poore        | Connaught-Lea Francis | 1:56.0 | + 6.0     |
| 9    | 5  | Eric Thompson       | Connaught-Lea Francis | 1:57.0 | + 7.0     |
| 10   | 26 | Príncipe Bira       | Gordini               | 1:57.0 | + 7.0     |
| 11   | 30 | Duncan Hamilton     | HWM-Alta              | 1:57.0 | + 7.0     |
| 12   | 1  | Graham Whitehead    | Alta                  | 1:58.0 | + 8.0     |
| 13   | 11 | Alan Brown          | Cooper-Bristol        | 1:58.0 | + 8.0     |
| 14   | 29 | Peter Collins       | HWM-Alta              | 1:58.0 | + 8.0     |
| 15   | 19 | Rudi Fischer        | Ferrari               | 1:58.0 | + 8.0     |
| 16   | 12 | Stirling Moss       | ERA-Bristol           | 1:59.0 | + 9.0     |
| 17   | 3  | Kenneth McAlpine    | Connaught-Lea Francis | 2:00.0 | + 10.0    |
| 18   | 10 | Eric Brandon        | Cooper-Bristol        | 2:00.0 | + 10.0    |
| 19   | 14 | Roy Salvadori       | Ferrari               | 2:00.0 | + 10.0    |
| 20   | 21 | Peter Whitehead     | Ferrari               | 2:00.0 | + 10.0    |
| 21   | 25 | Maurice Trintignant | Gordini               | 2:00.0 | + 10.0    |
| 22   | 7  | David Murray        | Cooper-Bristol        | 2:02.0 | + 12.0    |
| 23   | 27 | Johnny Claes        | Simca-Gordini         | 2:02.0 | + 12.0    |
| 24   | 20 | Peter Hirt          | Ferrari               | 2:03.0 | + 13.0    |
| 25   | 23 | Tony Crook          | Frazer Nash-BMW       | 2:03.0 | + 13.0    |
| 26   | 28 | Tony Gaze           | HWM-Alta              | 2:05.0 | + 15.0    |
| 27   | 35 | Eitel Cantoni       | Maserati              | 2:06.0 | + 16.0    |
| 28   | 34 | Gino Bianco         | Maserati              | 2:07.0 | + 17.0    |
| 29   | 31 | Lance Macklin       | HWM-Alta              | 2:08.0 | + 18.0    |
| 30   | 2  | Bill Aston          | Aston Butterworth     | 3:28.0 | + 1:38.0  |

### Corrida
| Pos. | Nº | Piloto               | Construtor            | Voltas | Tempo/Diferença  | Grid | Pontos |
| ---- | -- | -------------------- | --------------------- | ------ | ---------------- | ---- | ------ |
| 1    | 15 | Alberto Ascari       | Ferrari               | 85     | 2:46:11          | 2    | 9      |
| 2    | 17 | Piero Taruffi        | Ferrari               | 84     | + 1 volta        | 3    | 6      |
| 3    | 9  | Mike Hawthorn        | Cooper-Bristol        | 83     | + 2 voltas       | 7    | 4      |
| 4    | 6  | Dennis Poore         | Connaught-Lea Francis | 83     | + 2 voltas       | 8    | 3      |
| 5    | 5  | Eric Thompson        | Connaught-Lea Francis | 82     | + 3 voltas       | 9    | 2      |
| 6    | 16 | Giuseppe Farina      | Ferrari               | 82     | + 3 voltas       | 1    |        |
| 7    | 8  | Reg Parnell          | Cooper-Bristol        | 82     | + 3 voltas       | 6    |        |
| 8    | 14 | Roy Salvadori        | Ferrari               | 82     | + 3 voltas       | 19   |        |
| 9    | 4  | Ken Downing          | Connaught-Lea Francis | 82     | + 3 voltas       | 5    |        |
| 10   | 21 | Peter Whitehead      | Ferrari               | 81     | + 4 voltas       | 20   |        |
| 11   | 26 | Príncipe Bira        | Gordini               | 81     | + 4 voltas       | 10   |        |
| 12   | 1  | Graham Whitehead     | Alta                  | 80     | + 5 voltas       | 12   |        |
| 13   | 19 | Rudi Fischer         | Ferrari               | 80     | + 5 voltas       | 15   |        |
| 14   | 27 | Johnny Claes         | Simca-Gordini         | 79     | + 6 voltas       | 23   |        |
| 15   | 31 | Lance Macklin        | HWM-Alta              | 79     | + 6 voltas       | 29   |        |
| 16   | 3  | Kenneth McAlpine     | Connaught-Lea Francis | 79     | + 6 voltas       | 17   |        |
| 17   | 33 | Harry Schell         | Maserati              | 78     | + 7 voltas       | 32   |        |
| 18   | 34 | Gino Bianco          | Maserati              | 77     | + 8 voltas       | 28   |        |
| 19   | 32 | Toulo de Graffenried | Maserati              | 76     | + 9 voltas       | 31   |        |
| 20   | 10 | Eric Brandon         | Cooper-Bristol        | 76     | + 9 voltas       | 18   |        |
| 21   | 23 | Tony Crook           | Frazer Nash-BMW       | 75     | + 10 voltas      | 25   |        |
| Ret  | 29 | Peter Collins        | HWM-Alta              | 73     | Motor            | 14   |        |
| 22   | 11 | Alan Brown           | Cooper-Bristol        | 69     | + 16 voltas      | 13   |        |
| Ret  | 30 | Duncan Hamilton      | HWM-Alta              | 44     | Motor            | 11   |        |
| Ret  | 12 | Stirling Moss        | ERA-Bristol           | 36     | Motor            | 16   |        |
| Ret  | 25 | Maurice Trintignant  | Gordini               | 21     | Câmbio           | 21   |        |
| Ret  | 28 | Tony Gaze            | HWM-Alta              | 19     | Junta de culatra | 26   |        |
| Ret  | 7  | David Murray         | Cooper-Bristol        | 14     | Vela de ignição  | 22   |        |
| Ret  | 24 | Robert Manzon        | Gordini               | 9      | Embreagem        | 4    |        |
| Ret  | 20 | Peter Hirt           | Ferrari               | 3      | Freios           | 24   |        |
| Ret  | 35 | Eitel Cantoni        | Maserati              | 0      | Freios           | 27   |        |
| DNS  | 2  | Bill Aston           | Aston-Butterworth     | 0      | Não largou       |      |        |